# Partit Popular Trentino Tirolès
Partit Popular Trentino Tirolès (PPTT) fou un partit polític regional, actiu a la Província de Trento, d'inspiració autonomista i democristiana. Ha estat present en la política local del Trentino de 1948 al 1982.

## Història

### Les arrels: l'ASAR
Les arrels històriques del Partit Popular Trentino Tirolès es remunten a l'associació cultural i autonomista 'Associazione Studi Autonomistici Regionals (ASAR), activa a finals de la segona guerra mundial, fundada el setembre de 1945 i que fou un moviment decisiu per a l'obtenció de l'estatut especial per al Trentino – Tirol del Sud. L'eslogan del moviment era autonomia integral de Borghetto al Brenner. També va dirigir manifestacions multitudinaries, com l'organitzada a Trento el 20 d'abril de 1947 i en la que participaren 30.000 persones.

### El Partit Popular Trentino Tirolès
Després d'un període de crisi interna del moviment, el 25 de juliol de 1948 l'ASAR celebrà el seu darrer congrés, en el que la majoria acordà la transformació en un partit polític, que adoptà el nom de Partito Popolare Trentino Tirolese (PPTT). ^Per la seva banda, una minoria dels delegats va constituir un altre grup d'inspiració autonomista, Autonomia Integral.
La transformació de part del moviment autonomista en partit polític provocà la disminució del consens popular. El 28 de novembre de 1948 a les primeres eleccions regionals el PPTT va obtenir el 16,8% dels vots i quatre consellers regionals, resultat molt llunyà del 57,6% de la DCI d'Alcide De Gasperi.
En els decennis successius el govern de la regió Trentino – Tirol del Sud i de la província de Trento fou dominat per la DCI, qui va mantenir una aliança força turbulenta amb el Südtiroler Volkspartei. El cap del partit en aquesta època fou Enrico Pruner, conselelr regional de 1952 a 1984, qui va intentar modificar la situació subalterna del PPTT davant el SVP, que alguns consideraven germà gran, alhora que cercava un compromís amb els sunditolesos, que pretenien trencar la unitat regional i constituir dues entitats independents, amb seu a Trento i Bolzano, cosa que podia minar les possibilitats d'autonomia trentines.
A mitjans dels anys 1970 canvià el nom pel de Partito Popolare Trentino Tirolese per l'Unione Europea (PPTT-UE) amb la intenció de superar els confins nacionals i treballar per a la integració europea.

### El trencament i el PATT
Amb l'arribada dels anys 1980 el PPTT es va dividir en dues corrents, una més  conservadora i l'altra centrista. El trencament es va produir el 1982 i comportà la presentació de dues llistes per a les Eleccions regionals de Trentino-Tirol del Sud de 1983: la Unió Autonomista Trentino Tirolesa, de Franco Tretter, i Autonomia Integral, d'Enrico Pruner.
El 29 de maig de 1987 el Congrés dels dos partits, UATT i Autonomia Integrale, declarà la voluntat d'unir-se novament en un únic partit, cosa que es va produir el 17 de gener de 1988 amb la fundació del Partit Autonomista Trentino Tirolès (PATT), que esdevindrà hereu legal del PPTT, i del que n'esdevindrà secretari Carlo Andreotti.

## Resultats electorals
| Eleccions          | vots   | %     | escons |
| ------------------ | ------ | ----- | ------ |
| Regionals del 1948 | 33.137 | 16,8% | 4      |
| Regionals del 1952 | 12.906 | 6,2%  | 2      |
| Regionals del 1956 | 9.541  | 4,3%  | 1      |
| Regionals del 1960 | 9.008  | 3,8%  | 1      |
| Regionals del 1964 | 13.756 | 5,7%  | 2      |
| Regionals del 1968 | 18.182 | 7,4%  | 2      |
| Regionals del 1973 | 23.080 | 9,0%  | 3      |
| Regionals del 1978 | 36.820 | 13,1% | 5      |

Els resultats es refereixen únicament a la Província de Trento).